# Mike Ekstrom
Michael Robert Ekstrom, detto Mike (Portland, 30 agosto 1983), è un ex giocatore di baseball statunitense.
Ha partecipato a 51 partite nella Major League, tra San Diego, Tampa Bay e Colorado.

## Carriera

### Minor League (MiLB)
Ekstrom frequentò la Sam Barlow High School di Gresham, Oregon e dopo essersi diplomato si iscrisse all'Università statale dell'Oregon di Corvallis, dove venne selezionato nel 12º turno del draft MLB 2004 dai San Diego Padres, che lo assegnarono prima agli Eugene Emeralds nella classe A-breve e poi ai Fort Wayne Wizards della classe A, squadra con cui giocò anche nel 2005. Nel 2006 giocò nella classe A-avanzata con i Lake Elsinore Storm e nella Doppia-A con i Mobile BayBears. Nel 2007 e 2008 rimase nella Doppia-A, ma giocò con i San Antonio Missions.

### Major League (MLB)
Ekstrom debuttò nella MLB il 10 settembre 2008, al Petco Park di San Diego contro i Los Angeles Dodgers, lanciando per 2 inning, ottenendo uno strikeout su Manny Ramírez e concedendo 2 basi su ball. Concluse la stagione con 8 partite disputate nella MLB e 41 nella Doppia-A con i Missions. Nel 2009 giocò con i Padres nella MLB e con i Portland Beavers nella Tripla-A.
Il 3 febbraio 2010, Ekstrom venne selezionato tra i waivers dai Tampa Bay Rays. Nel periodo di permanenza nella franchigia, Ekstrom giocò con la prima squadra nella MLB e con i Durham Bulls nella Tripla-A. Divenne free agent il 14 settembre 2011.
Il 13 dicembre 2011, Ekstrom firmò un contratto di minor league con i Colorado Rockies. Giocò nella MLB e nella Tripla-A con i Colorado Springs Sky Sox. Divenne free agent a stagione 2012 conclusa.
Il 29 ottobre 2012, Ekstrom firmò un contratto di minor league con gli Oakland Athletics, giocando con i Sacramento River Cats della Tripla-A.
Divenne free agent il 15 giugno 2013, e firmò il 16 giugno con i Los Angeles Angels of Anaheim, che lo assegnarono ai Salt Lake Bees della Tripla-A. Venne svincolato dalla franchigia il 5 agosto 2013.
Giocò la restante parte della stagione 2013 nella Australian Baseball Federation con i Canberra Cavalry e i Perth Heat.
Nel 2014 giocò con il Rimini Baseball, squadra professionistica italiana, militante nell'Italian Baseball League; ritirandosi poi al termine della stagione, all'età di 31 anni, per intraprendere una nuova carriera lavorativa presso l'azienda di abbigliamento Nike.